# Хуан Ернандес Перес
Хуан Баутіста Ернандес Перес (ісп. Juan Bautista Hernández Pérez; 24 грудня 1964) — кубинський боксер, олімпійський чемпіон 1980 року.

## Аматорська кар'єра
Олімпійські ігри 1980
- 1/16 фіналу. Переміг Шандора Фаркаша (Угорщина) 4-1
- 1/8 фіналу. Переміг Аєле Мохаммеда (Ефіопія) RSC
- 1/4 фіналу. Переміг Джеральда Ісаака (Танзанія) RSC
- 1/2 фіналу. Переміг Майкла Ентоні (Гаяна) 5-0
- Фінал. Переміг Бернардо Піньяго (Венесуела) 5-0